# Escut de Tbilisi

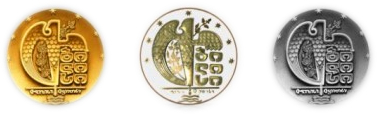
Variants de l'escut.

L'escut de Tbilisi, Geòrgia, fou dissenyat a finals dels anys 1980 i reoficialitzat per l'ajuntament de la ciutat el 8 de juny de 2005 (Decisió 15-1).

## Descripció
Es tracta d'un escut tradicional georgià, on la inscripció "თბილისი" ("Tbilisi") en Mkhedruli amb la lletra" თ" forma un falcó estilitzat i un faisà que il·lustra la llegenda de l'origen de la ciutat. Entremig s'entrellaça una branca de roure, el qual és símbol de robustesa i durabilitat i crea una partició en forma de creu a la part inferior de l'escut que protegeix el nom de Tbilisi escrit en els alfabets georgians històrics: Asomtavruli i Nuskhuri. L'escut es recolza sobre una ona d'aigua que simbolitza el riu Kura sobre el que es troba la ciutat. Al llarg de la vora superior hi ha set petits estels de set puntes alineades en forma de mitja lluna.

## Històrics

Escut d'armes sota l'Imperi Rus (segle XIX)